# Котоп, Аврора
Аврора Котоп (англ. Aurora Cotop, род. 13 июля 2002, Торонто, Канада) — канадская фигуристка, выступавшая в одиночном катании. Серебряный призёр чемпионата Канады (2019), участница чемпионата мира (2019).

## Личная жизнь
Аврора Котоп родилась 13 июля 2002 года в Торонто, Онтарио. Она имеет румынское происхождение.

## Карьера

### Ранние годы
Аврора начала учиться кататься на коньках в 2005 году. В 2016 году она стала чемпионкой Канады в категории новисов. В следующем году, на Чемпионате Канады 2017 года, она победила в соревнованиях среди юниорок.

### Сезон: 2017/2018
Котоп дебютировала на этапах юниорской серии Гран-при. В Брисбене она заняла седьмое место. В октябре на своё втором этапе, который прошёл в Гданьске, Аврора стала девятой. В январе 2018 года Котоп дебютировала на взрослом чемпионате Канады, по итогам которого она заняла пятое место. Этот результат помог ей завоевать единственную путёвку на чемпионат мира среди юниоров 2018. На самом турнире Авроре удалось попасть в произвольную программу, заняв итоговое семнадцатое место.

### Сезон 2018/2019: серебро чемпионата Канады
В следующем сезоне у Авроры был всего один этап юниорского Гран-при. На турнире, который прошёл в Словении, фигуристке из Канады не удалось попасть в десятку лучших. На чемпионате Канады Аврора впервые в карьере попала на пьедестал почёта, став серебряным призёром. Несмотря на то, что Котоп финишировала на втором месте, ей не хватало техминимума, необходимых для участия в чемпионатах ИСУ. Skate Canada отправила её на турнир в Германию, в надежде получить техминимум. В феврале 2019 года стала бронзовым призёром турнира Bavarian Open, ей удалось набрать необходимые баллы для участия в чемпионатах ИСУ. В конце февраля стало известно, что Аврора вошла в заявку сборной Канады на чемпионат мира, который в марте пройдёт в Сайтаме.
Завершила карьеру в январе 2022 года.

## Программы
| Сезон     | Короткая программа | Произвольная программа | Показательное выступление |
| --------- | --- | --- | --- |
| 2018–2019 | - «Arrival of the Birds» The Cinematic Orchestra - «Blackbird» The Beatles в исполнении Сары Нимиц хореограф-постановщик Майк Гиллам | - «Evgeni's Waltz» (из фильма «МЫ. Верим в любовь») Абель Коженёвский - «Revolving Doors» (из фильма «МЫ. Верим в любовь») Абель Коженёвский - «Letters» (из фильма «МЫ. Верим в любовь») Абель Коженёвский хореограф-постановщик Майк Гиллам | - «Arrival of the Birds» The Cinematic Orchestra - «Blackbird» The Beatles в исполнении Сары Нимиц хореограф-постановщик Майк Гиллам |
| 2017–2018 | - «Хабанера» Жорж Бизе хореограф-постановщик Майк Гиллам                                                                             | - «Лунный свет» Клод Дебюсси хореограф-постановщик Майк Гиллам | - «Get the Party Started» Пинк в исполнении Ширли Бэсси                                                                              |

## Спортивные результаты
| Соревнование                         | 15/16         | 16/17         | 17/18         | 18/19         |
| Международные                        | Международные | Международные | Международные | Международные |
| ------------------------------------ | ------------- | ------------- | ------------- | ------------- |
| Чемпионаты мира                      |               |               |               | 35            |
| Bavarian Open                        |               |               |               | 3             |
| Международные среди юниоров          |               |               |               |               |
| Чемпионаты мира среди юниоров        |               |               | 17            |               |
| Этапы юниорского Гран-при: Австралия |               |               | 7             |               |
| Этапы юниорского Гран-при: Польша    |               |               | 9             |               |
| Этапы юниорского Гран-при: Словения  |               |               |               | 11            |
| Autumn Classic                       |               | 1             |               |               |
| Bavarian Open                        |               | 4             |               |               |
| Coupe du Printemps                   | 9N.           |               |               |               |
| Национальные                         |               |               |               |               |
| Чемпионаты Канады                    | 1N.           | 1J.           | 5             | 2             |
| SC Challenge                         | 2N.           | 4J.           | 1             | 4             |
| Уровень: N = новисы; J = юниоры      |               |               |               |               |